# Эвакуаторщик (фильм, 2025)
«Эвакуаторщик» (англ. Tow) — американский драматический фильм режиссёра Стефани Лэйн, премьера которого состоялась 7 июня 2025 года.

## Сюжет
Фильм рассказывает реальную историю Аманды Огл, бездомной жительницы из Сиэтла, которая боролась за свою машину, служащую ей «домом», с недобросовестной компанией по эвакуации автомобилей, получив счёт на сумму 21 634 доллара.

## В ролях
- Роуз Бирн — Аманда Огл[1]
- Доминик Сесса
- Деми Ловато[2]
- Ариана Дебос[3]
- Октавия Спенсер[4]
- Саймон Рекс[5]

## Производство
В 2024 году был объявлен актёрский состав. Главным героем и продюсером фильма стала Роуз Бирн. Съёмки проходили в апреле 2024 года в Кранфорде и Перт-Амбое в штате Нью-Джерси.

## Премьера
Премьера фильма состоялась на кинофестивале Tribeca в 2025 году.